# Modesto Fernández y González
Modesto Fernández y González (Orense, 15 de diciembre de 1838-Madrid, 18 de diciembre de 1897), que usó el pseudónimo Camilo de Cela, fue un escritor, periodista, funcionario y economista español.

## Biografía
Nacido en la ciudad gallega de Orense hacia 1838 e hijo de un militar, fue redactor de publicaciones periódicas como Revista de Instrucción Pública, El Teatro, El Reino, La Correspondencia de España, La Época, La Niñez y La Ilustración Española y Americana, entre otras.
Escribió obras como La hacienda de nuestros abuelos (1872), que según Manuel Ossorio y Bernard y Camilo José Cela habría alcanzado cierto éxito; Retratos y semblanzas (1872); Portugal contemporáneo: de Madrid a Oporto pasando por Lisboa: diario de un caminante (1874) o El Monasterio de la Santa Espina (1894); entre otras. Considerado «de talante liberal», sus novelas han sido tachadas de «púdicas y católicas». Usó el pseudónimo «Camilo de Cela» en varios de sus escritos.
Falleció hacia 1897 en Madrid. Fue hermano del filólogo Francisco Fernández y González (1833-1917) y del novelista Manuel Fernández y González (1821-1888), además de primo del abuelo del escritor Camilo José Cela.